# ديفيد لويد (دبلوماسي)
ديفيد لويد (بالإنجليزية: David Lloyd)‏ هو دبلوماسي بريطاني، ولد في 24 ديسمبر 1940.